# Fieseler Fi 157
Il Fieseler Fi 157 era un aeromobile a pilotaggio remoto ad ala bassa realizzato dall'azienda tedesca Gerhard-Fieseler-Werke GmbH negli anni trenta e rimasto a livello di prototipo.

## Storia del progetto
Il 1º aprile 1935 l'ufficio tecnico del Reichsluftfahrtministerium (RLM) emise una specifica per la fornitura di una serie di tre velivoli da utilizzare come aerei sperimentali a scopo bellico. Due di questi vennero assegnati alla Gerhard-Fieseler-Werke GmbH, il Fi 157 ed il Fi 158, ed il terzo al Deutsche Forschungsanstalt für Segelflug (DFS).
Il Fi 157 doveva essere realizzato con materiali non strategici, con una struttura semplice da realizzare, dotato di motorizzazione Hirth HM 60, un 6 cilindri in linea invertito. Inoltre, e questo contraddistingueva il progetto, doveva essere dotato di un sistema di guida radiocontrollata che sostituiva il pilota per sperimentare la possibilità di usarlo come aereo bersaglio per le unità di artiglieria contraerea.
Vennero realizzati 3 prototipi, come da specifiche richieste, ai quali vennero assegnate convenzionalmente le designazioni F1 157 V1, V2 e V3. Le sperimentazioni iniziarono dal 1937 attrezzando specificatamente un Heinkel He 111 modificato per accogliere il velivolo sotto la fusoliera in corrispondenza del vano bombe. Gli esemplari infatti non erano in grado di sollevarsi autonomamente e dovevano essere portati in volo per poi essere rilasciati.
Tutti i tre esemplari realizzati rimasero distrutti durante le prove e l'RLM ritenne di abbandonare il progetto non avendone ottenuto i risultati sperati.

## Tecnica
Il Fi 157 manteneva un aspetto sostanzialmente tradizionale; monomotore, monoplano.
La struttura era realizzata interamente in legno, soluzione per non utilizzare materiali strategici con una fusoliera, particolarmente profilata per la mancanza dell'abitacolo per il pilota, che terminava posteriormente in un impennaggio a doppia deriva.
L'ala era montata in posizione medio-bassa, anch'essa realizzata in legno.

## Utilizzatori
Germania
- Luftwaffe